# Shoshichi Kobayashi
Shoshichi Kobayashi (小林 昭七 Kobayashi Shōshichi?,  4 de enero de 1932, Kōfu, Japón - 29 de agosto de 2012) fue un matemático japonés. Sus áreas de investigación son las variedades de Riemann, las variedades complejas, y los grupos de transformaciones de estructuras geométricas.

## Carrera académica
Shōshichi Kobayashi estudió en la Universidad de Tokio, obteniendo la licenciatura en 1953. De 1953 a 1954 se fue a la Universidad de Estrasburgo y a la de París. En 1956, obtuvo su doctorado en la Universidad de Washington, con un trabajo sobre la teoría de las conexiones, dirigido por Carl B. Allendörfer.
Desde 1956 hasta 1958 realizó una estancia en el Instituto de Estudios Avanzados de Princeton. En 1957 Kobayashi fue investigador asociado en la Universidad de Chicago (con Shiing-Shen Chern) y durante 1958-1959 en el Instituto de Tecnología de Massachusetts (MIT). Después de haber trabajado desde 1960 como profesor adjunto en la Universidad de Columbia Británica, se traslada a la Universidad de California, Berkeley, siendo profesor ayudante en 1962, profesor titular en 1963 y catedrático en 1966. Entre 1978 y 1981 fue director del departamento de Matemáticas.
Kobayashi ha trabajado como profesor visitante en Tokio, en el MIT, en Maguncia (1966) y en Bonn (1969, 1977-1978). Fue becario Sloan entre 1964 y 1966 y becario Guggenheim de 1977 a 1978. Es miembro de la American Mathematical Society y de las sociedades matemáticas nacionales japonesa, suiza y francesa.
Shōshichi Kobayashi ha investigado entre otros temas sobre los grupos de transformación y la geometría diferencial de los espacios complejos.

## Principales publicaciones
Es autor de varios libros populares y de decenas de artículos en revistas científicas.
- Hyperbolic Manifolds And Holomorphic Mappings: An Introduction(1970/2005)，World Scientific Publishing Company
- Transformation Groups in Differential Geometry(1972), Springer-Verlag, ISBN 0-387-05848-6
- 曲線と曲面の微分幾何(1982), 裳華房
- Complex Differential Geometry(1983), Birkhauser
- Differential Geometry of Complex Vector Bundles(1987), Princeton University Press
- ユークリッド幾何から現代幾何へ(1990), 日本評論社
- Foundations of differential geometry(1996), coautor con Katsumi Nomizu, John Wiley & Sons, Inc.
- Hyperbolic Complex Space(1998)，Springer
- 複素幾何(2005), 岩波書店